# Simsport i Sverige

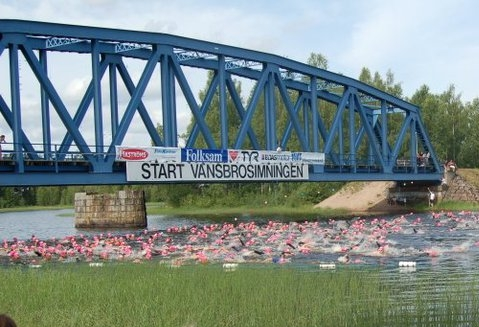
Vansbrosimningen ingår i En svensk klassiker.

Simsport i Sverige är en populär motionsidrott och tävlingsidrott. Svenska Simförbundet är specialidrottsförbund för tävlingssimning, konstsim, simhopp och vattenpolo. Även Korpen bedriver simsport.

## OS, VM och EM-medaljörer

### Simning
- Bengt Baron
- Pär Arvidsson
- Christer Wallin
- Anders Holmertz
- Tommy Werner
- Lars Frölander
- Therese Alshammar
- Emma Igelström
- Stefan Nystrand
- Josefin Lillhage
- Johanna Sjöberg
- Sarah Sjöström

### Simhopp
- Ulrika Knape-Lindberg
- Anna Lindberg

## Sveriges bästa simidrottsklubb
| År   | Klubb              | Totalpoäng |
| ---- | ------------------ | ---------- |
| 2013 | SK Neptun          | 5 357      |
| 2014 | SK Neptun          | 6 331      |
| 2015 | SK Neptun          | 7 521      |
| 2016 | Jönköpings SS      | 7 161      |
| 2017 | Jönköpings SS      | 7 185      |
| 2018 | Helsingborgs SS    | 7 123      |
| 2019 | Helsingborgs SS    | 7 783      |
| 2020 | ingen klubb utsågs | –          |
| 2021 | SK Neptun          | 6 039      |
| 2022 | SK Neptun          | 7 022      |